# Монгала (провинция)
Монгала (фр. Mongala) — провинция Демократической Республики Конго, расположенная на севере страны. Административный центр — город Лисала.

## География
До конституционной реформы 2005 года Монгала была частью бывшей Экваториальной провинции. Провинция находится к северо-западу от реки Конго.
Население провинции — 1 793 564 человека (2005).

## Территории
- Бонганданга
- Бумба
- Лисала